# 実況パワフルプロ野球2010
『実況パワフルプロ野球2010』（じっきょう ぱわふるぷろやきゅう にせんじゅう JIKKYOU PAWAFURU PUROYAKYU 2010）はコナミデジタルエンタテインメントから2010年7月15日に発売されたPlayStation 3、PlayStation Portable用野球ゲームソフト。

## 概要
コナミから発売されている日本プロ野球を題材にしたゲーム『実況パワフルプロ野球』（パワプロ）シリーズの2010年版。選手のデータは2010年開幕時点のもの、球場内の看板は基本的に2009年のペナントレース中のものを再現している。『実況パワフルプロ野球10』（2003年）以降のパワプロシリーズは河路直樹が実況を担当していたが、本作から堂前英男に交代となった。パッケージイラストは炎に包まれ、燃えるパワプロ君がボールを構えているもの。
タイトルは同じ『実況パワフルプロ野球2010』だが、据え置きゲーム機であるPlayStation 3（PS3）版と携帯ゲーム機であるPlayStation Portable（PSP）版はプラットホームの違いからゲーム内容は幾分異なる。

### PS3版
SCEの据え置き型ゲームハードでは2000年の『実況パワフルプロ野球7』から2009年の前作『実況パワフルプロ野球2009』までPS2で発売されていたパワプロシリーズだったが、今作は初のPS3用作品となった。
シリーズ初のHD機ということで映像出力は1080p、音声出力はドルビーデジタル5.1ch対応になりグラフィックとサウンドは大幅に向上。これまで球場にいる観客は2Dであったのが3Dで描かれ立体的になった。また新たに「ダイナミックカメラ」が搭載され、タッチプレイ時や守備の時などにアップに切り替わる。ペナントレースでは新要素「ペナントカード」が追加される。
また、従来のシリーズでの選手は全員パワプロ君の顔と同じだったが『実況パワフルメジャーリーグ2009』同様に、似顔絵設定（通称：パワター）が搭載され、髭やメガネなどの選手ごとの顔の特徴が再現されるようになった。パワターではないが、サクセスで作成した選手の顔も選手設定でエディットできる。なお、試合設定の詳細設定にある「顔タイプ」の項目で「パワプロ」と設定すれば、従来シリーズと同様に選手全員がパワプロ君の顔になる。また、選手の身長によってストライクゾーンが異なるようになった。
PlayStation Networkを介し、オンライン対戦が可能。また、追加選手データのダウンロードサービスも2011年10月7日まで行われた。ゲームデータの一部をハードディスクドライブ（HDD）へインストールすることで、快適にプレイできる。インストールに必要な容量は2049MB。データセーブに必要なHDD容量は1889KB。トロフィーシステムにも対応している。2010年10月8日から、選手能力アップデート配信が開始された。

### PSP版
PSP版は『実況パワフルプロ野球ポータブル』（パワポタ）シリーズとして4まで発売されており、本作はPSPで5作目（『サクセス・レジェンズ』を含めると6作目）となる。今作は携帯ゲーム機のパワプロシリーズとしては初めて本編シリーズと同じタイトルを冠しており「ポータブル」の名前こそ付いていないが、PoTaCaや段位認定、選手顔写真などパワポタシリーズの要素は継承されている。試合の演出などはPS3版より簡素化されており、前年のパワポタ4に準拠している部分が多い。PSP版は無線LAN機能のアドホックモード（近距離）での対戦に対応。インフラストラクチャモードに対応しており、インターネットを通じて選手データや段位認定問題などのダウンロードサービスも行われた。
ゲームデータの一部をメモリースティックへデータインストールすることで、快適にプレイできる。必要容量は440MB。
従来作同様のUMD版のパッケージ販売の他に、PlayStation Storeでのダウンロード販売が2010年7月15日から2011年6月29日までの間行われた。ダウンロード版の容量は915MB。ゲーム内容はUMD版と同じ。パッケージ版とダウンロード版が同時発売されたのはシリーズ初である。

## OP
- パワプロ2010オープニングテーマ	（作・編曲者木村雅彦）
- 登場選手
- 中日　吉見一起
- 楽天　土谷鉄平
- ヤクルト　青木宣親
- ソフトバンク　杉内俊哉
- 広島　前田健太
- ロッテ　西岡剛
- 読売　小笠原道大
- 日本ハム　ダルビッシュ有
- 横浜　内川聖一
- オリックス　坂口智隆
- 西武　涌井秀章
- 阪神　城島健司

## 体験版
PlayStation StoreではPlayStation Plusの会員先行で2010年7月1日から2010年7月14日の期間限定でPS3用の体験版が無料配信された。一般向けの配信はソフト発売当日の2010年7月15日から翌年2011年4月27日まで行われた。
体験版は東京ドームでの「読売ジャイアンツ」対「北海道日本ハムファイターズ」固定の対COM対戦のみで、1イニングのみプレイ可能（同点でも1回裏の終了時に引き分けで試合終了になる）。

## ゲームモード
PS3版は「野球」「ペナント」「練習」「通信対戦」「サクセス」「アレンジ」「データあれこれ」「サウンド」の8つのモードが存在する。
PSP版は「野球」「ペナント&マイライフ」「サクセス」「段位認定」「アレンジ」「PoTaCa」「つなゲート」「マイデータ」「データ あーしたり こーしたり」の9つのモードが存在する（PSP版では「練習」は「野球」のサブモードとなっている）。

### 野球&練習
「野球」は1試合のみの対戦や観戦ができるモード。オフラインでの2人対戦、対CPUの対戦ができる。「練習」では「打撃練習」「投球練習」「守備練習」「総合攻撃」「総合守備」をそれぞれ練習できる。
PSP版の「野球」モードは「対戦」「パワプロ講座&練習」「ホームラン競争」「選手能力詳細」のさらに4つのサブモードに分かれており、「練習」ではさらに「走塁練習」が収録されている。PSP版は対戦に勝利すると「PoTaCa」を入手することができる。

### ペナント
12球団からひとつの球団を選び、ペナントレースを戦い優勝を目指すモード。オールスターゲームやクライマックスシリーズなどもある。PS3版では新たに新要素「ペナントカード」が追加されている。

#### ペナントカード
カードを使用することでさまざまな効果が発揮される。カードの所持数は最大で100枚。
成長カード
「パワー+3」、「ミート+1」など選手のパラメータを上昇させるカード。ただし、無制限に使えるわけではなく、選手ごとに設定されたのびしろ分しか成長させられない。カードごとにレア度が設定されており、レア度2のカードを使うと、その選手ののびしろを2消費する。のびしろは毎年、契約更改時に回復する。
試合カード
その試合のみ、自チームの選手の能力を上げたり、相手チームの能力を下げるカード。バントの成功率が上がる「バント攻勢」、バッター全員のパワーが上がる「超重量打線」、選手3人の調子が上がる「気合い」などのカードがある。
戦略カード
トレードや外国人選手の獲得により自チームの選手の補強ができるカード。サクセスで作成した選手を入団させることができるカードも存在する。
特殊カード
春季キャンプの間のみ使用して、選手の強化ができるカード。変化球を習得できる「ナックル習得」「パーム習得」やポジションを変更する「コンバート」などのカードがある。

### サクセス
育成シミュレーションでオリジナル選手を作成するシリーズでお馴染みのサクセスモード。本作では『パワプロ7』以来のプロ野球12球団編（プロ野球編としてはパワプロ14以来）である。時間軸としてはパワプロ7とパワプロ10の間である事がインタビューで語られている。パワプロ7では球団によって異なるのは一部のイベントと固有チームメイトのみでシナリオは共通であったが、本作では球団ごとに1本ずつ、合計12本のシナリオが用意されており、チームメイト、物語、システムなどもそれぞれ異なる。
2軍の選手として開始し、ゲーム内時間で2年間（実際のプレイ時間は約2時間）の間に1軍のレギュラーとして定着することが目的。目的を達成すればシナリオクリアとなり選手の登録が行える。作成した選手データはPS3とPSPで移動することができる。

#### シナリオ紹介
太文字はイベントを勧めると現れるサブタイトル名。
読売ジャイアンツ
「エースナンバーを背負う者」
主人公と「猪狩守」は同期でジャイアンツに入団した。猪狩は1軍で活躍し、次期エースとして頭角を現して行ったのに対し、主人公は2軍のままパッとしないでいた。そんなある日、主人公は猪狩に直接対決を挑む。結果は主人公の敗北に終わり、実力差は誰の目にも明らかに見えた。しかし、猪狩だけは主人公に隠れた実力があることに気づいていた。
中日ドラゴンズ
「ベテランの資格」
ドラゴンズには「ミスタードラゴンズ」と呼ばれる40歳の大ベテラン選手「長谷川高文」がいた。彼は主人公に次代を担う中心選手になるようにと、様々な助言をする。彼は主人公の実力を見抜いていたのだった。
東京ヤクルトスワローズ
「有言実行、コミット宣言!」
スワローズで強肩が評価されているキャッチャー「藤平陽光」は未だ1軍と2軍の間を行ったり来たりする選手だった。彼はある日、球団のオーナーが変わるという噂を耳にする。
阪神タイガース
「ワイ流!　オリジナル練習」
タイガースで変化球を武器に活躍する中継ぎピッチャー「阿畑やすし」は、オリジナルの練習方法で今日も周囲を驚かせるのだった。阿畑のオリジナル練習で自分だけの「オリジナル変化球」を獲得できるか。
広島東洋カープ
「Let's 熱血行進曲!」
主人公は広島カープの選手。ある日、紅白戦で奮わなかった主人公に「鉄人」と呼ばれた広島の名物コーチ「山笠幸男（やまがさゆきお）」が声をかける。普段は怖い人と思われていたコーチが、主人公を気遣った理由には過去の出来事があった。
横浜ベイスターズ→横浜DeNAベイスターズ
「親子でつかめ、ハマの星!」
主人公の父親は海外で活躍する研究者。少年時代は親子で野球をしたこともあったが、最近はずっと離れ離れだった。そんなある日、主人公の父親は突如帰国し球団のコーチになるのだった。研究者だった父が球団に戻った理由にはある秘密の研究が関係しているらしい。
北海道日本ハムファイターズ
「お姫様の言うとおり」
「井野姫渚」はファイターズのコンディショニングコーチ井野至の一人娘。彼女は子供でありながら父親に負けず劣らずの知識を持ち、練習場に出入りしては選手達を指導するいわば、裏コーチのような立場になっていた。そんな彼女にはとある秘密があった。
東北楽天ゴールデンイーグルス
「神樣、仏様、ラッキーアイテム様！」
イーグルスの選手「坂本ゲン」は入団ホヤホヤのルーキー選手。彼はおしりを叩くという妙なクセがあった。どうやら彼はゲンを担いでいるらしく、このおしりを叩く動作のお陰で入団早々1軍に入ったらしい。彼のおしりを叩くおまじないの秘密とは…。
福岡ソフトバンクホークス
「集えファン！目覚めよ鷹の怪物」
「梅上国夫」はかつては三冠王に輝いたこともある選手だが、ケガで打撃不振になってからは指名打者や代打での起用が多くなっていた。かつては「鷹の怪物」として恐れられた彼は再び過去の栄光を取り戻すため、ある決意をするのだった。
埼玉西武ライオンズ
「とりつき★ランデヴー」
ライオンズの選手である主人公は、ある日、頭にボールの直撃を受ける。病院に運ばれ手当てを受けた主人公は、それ以来なんと幽霊の声が聞こえるようになる。
千葉ロッテマリーンズ
「追いつけ追い越せ! 友情特訓」
マリーンズでプロ野球初の女性選手となった「早川あおい」はアンダースローの独特のフォームが特徴で美しい外見から人気を得ていたが、実力的にはいまひとつ結果を残せていなかった。彼女は真のプロ野球選手として活躍するため、特訓を開始する。
オリックス・バファローズ
「コーチは選手をヤル気にさせる」
オリックスの「猪狩進」はジャイアンツの「猪狩守」の弟で、兄とは対照的にやさしい心の持ち主だった。キャンプ終了後、コンディショニングコーチの井野コーチが引退。後任の破賀コーチは若いが指導経験が豊富で、数々の一流選手やサッカーチームを育ててきた実績を持つ、スポーツ界の伝説のコーチであった。

#### 登場人物
- 舞台はいわゆる「第一世代」に戻っている。続く『2011』『2012』では『9』～『15』までの世界観をある程度継承している事が暗示されているが、ヤクルトに入団したはずの一之瀬・二宮といったキャラクターらは登場しながったが、『2024-2025』では初登場となる。
- また、『10』では猪狩守のプロ五年目のシーズンに友沢・橘ら「第二世代」キャラが入団しているが、本作の「二年目」で彼らの登場はなかったが、『2024-2025』では初登場となる。
- 物語は2月第2週から始まるが、誕生日の関係上、年齢は一年目の4月1日時点のもの。
- 『2024-2025』ではキャラボイスと新規イベントとキャラが追加された。

主人公（パワプロくん）
期待の新人として高卒プロ入りを果たすも、結果を出せず三年間を二軍で過ごした選手。プロ入り前は母と二人暮らしだった。21歳。
矢部明雄
声 - 大谷育江
主人公の親友。全ての球団で相棒を務める。能力はパワポタ3、4と同じで、守備練習を得意とする。21歳。
友情タッグトレーニング開始イベントではファンからブーイングを受けてしまい、そもそも野球を始めた理由が『パワプロ5』の高校時代同様、漫画研究会に入るつもりが友人に強引に誘われるがまま野球部に入部されたことを語っている。
猪狩守
声 - 土岐隼一
主人公の永遠のライバル。左投左打の投手。キザで高飛車な性格。21歳。
プロ4年目にして巨人軍の次期エース候補で、この世代が猪狩世代と呼ばれるほどの実力。野手としての実力も一流で、投手育成の際は打者として対決する。
決め球をライジングショットとしていたが、条件を果たすと敗戦投手になったことで高校レベルの球だといい新たな決め球「ライジングキャノン」に進化させる。
日本シリーズ直前では最後の戦いに向けて主人公と特訓し、今回はポン菓子器を強引に用いて日本シリーズでは髪型をアフロにすると同時に能力が凄まじく上昇し、プロ野球最強クラスの能力になる。その為今作では「通常」「ライジングキャノン」「アフロ」3パターンの選手データがある。
猪狩進
声 - 市川太一
右投左打の捕手。猪狩守の弟。バファローズのクリーンナップであり正捕手。兄とは違い礼儀正しい性格。高卒三年目、20歳。
現アメリカのレギュラーリーグの投手である神童裕次郎を尊敬しており、数年前までバッテリーを組んでいた。条件を果たすと活躍できない神童を見て自身も不調になるが、それを見た兄に本音を指摘され、神童の球を最大限に引き出すためにレギュラーリーグに挑戦する。
阿畑やすし
声 - 岩崎諒太
変化球が持ち味の中継ぎ投手でコテコテの関西人。オリジナル練習で周囲を驚かせる。過去シリーズでは中日ドラゴンズに在籍していたが、今作では阪神タイガースの選手。22歳。
オリジナル練習を考案するのが得意。
早川あおい
声 - 青木瑠璃子
日本プロ野球初の女性選手。アンダースローの投手。女性であることとそのルックスから人気があるが、いまひとつ結果を残せていない。高卒四年目で、21歳。
七瀬はるか
ロッテ編のみ登場。中学以来のあおいの親友。あおいが練習に打ち込めるよう、彼女の私生活でのサポートに勤しんでいる。21歳。
樽本有太
ファイターズの守護神。豪速球とスライダー変化球を武器とし、人気も高いが、既婚者でもある。パワポタ3で海東高校のエースとして登場した。本作ではオリジナル変化球「ジャイロスライダー」を覚えるイベントがある。高卒5年目、22歳。
主人公の母
声 - 森なな子
全球団で登場する主人公の母。徹底した現実主義者で、息子の主人公には部屋を散らかしただけで寮内に響き渡る大声で叱責するほど厳しいが、それは全て期待と信頼を寄せているが故である。
主人公の正式の父親となる夫とは既に死別しており、現在は別の夫と婚約している。
三浦弘
全球団共通の二軍監督。厳しい面も多く見せるが、選手を一人前にしたいという想いによるもの。特に主人公と矢部に対しては内心期待をよせている。
轟三夫
全球団共通の打撃コーチ。大柄で「野球はパワー」と語る。
河辺鉄
全球団共通の守備走塁コーチ。「野球は守備」と語る。それゆえ轟コーチとは仲が悪い。少々嫌味っぽい面も見せる。
百宮桂太
全球団共通の投手コーチ。気のいい性格をしている。練習に加わらず、遊んだりデートばかりしていると主人公に注意することがある。
井野至
全球団共通のコンディショニングコーチ。やせ形の体型をしている。井野姫渚という娘がいる。オリックス編ではコーチを辞任することになる。
山本源太郎
全球団登場するオーナー。主人公の年俸を、成績の良し悪し関係なくプレイ1年目はこれまでと変わらない額にするが、今後のタイトル取得次第では気を良くし、年俸を上げ「ミスター（球団名）」の称号を与えてくれる。ライオンズ編では試合前に現れることもあったり、夢の中でも登場するなど定期イベントでは出番が多くなる。
長谷川高文
声 - 吉田和生
「ミスタードラゴンズ」と呼ばれている中日のベテラン。得意練習は精神練習で盆栽が趣味。
藤平陽光
声 - 亀山雄慈
ヤクルトの強肩捕手。打撃に難があり、一軍への定着を果たせておらず、二軍一軍を行き来している。新オーナーから新たに執行されたランク制度を快く思っていない。
プライドが高く横柄な言動が目立つが、次第に現状に甘んじない主人公を認めるようになる。
古畑貴雄
ヤクルトの新オーナー。前オーナーの愛人の息子であると矢部は噂を語るが真相は不明。全選手ランク分けの「グレード」制度を制定する。低確率で「センス○」になれる高級な背広を譲ってもらえる。
鉢柳力
20年目を迎える今もなおタイガースのクリーンナップを打つ二塁手。パワーと巧打を兼ね備えたバッティングが持ち味。指導力も「引退してもコーチとしてやっていける」と言わしめるほど高いが、本人は現役であることにこだわっている。
山笠幸男
声 - 後藤光祐
広島のヘッドコーチ。現役時代は強打の三塁手として活躍していた。次期監督になれると誘われていたが、本人はこれを辞退する。
主人公の父
声 - 高橋英則
横浜ベイスターズ→横浜DeNAベイスターズ編のみに登場する。主人公の父。ある目的のため世界中を回っているが、突然日本へ帰国した。
実は主人公の本当の父親でなく、西田という人物に任された育ての父親で、主人公の母とは籍を入れていない。
ライオンズのエピソードではセリフのみ登場する。
浜崎庄司
声 - 前田誠二
横浜のベテラン中継ぎ投手。本人は渋いことをかっこいいと思っている。バイクをこよなく愛しているが、乗っているのは50ccの原チャリで、いまいちキマっていない。「浜崎軍団」なるファンクラブがあり、総督として会員から慕われる。エンディングで結婚し、主人公の父が仲介していた。
井野姫渚
声 - 木野日菜
井野コーチの娘。元気にふるまうが難病に苦しむ。日ハム編のみ登場。主人公を気に入り、「オマエ」とよび、語尾が「～じゃ」と古風な口調をしている。
坂本ゲン
声 - 小松昌平
楽天の高卒新人選手。俊足が武器で、ポジションは遊撃手。試合前には自分のおしりを叩いているが、これは縁起がいいと言われる彼の着用している「赤いパンツ」にある秘密がある。イベントによっては主人公に諭されて、運任せの自分を恥じ、自力で成績を残すように努める。学生時代はイジメに遭っていた。「こんにゃく打法」が武器。
あやしい物屋店主
楽天編のみ登場。占い師の様な恰好をしており、終盤ゲンとのパンツの想いを断ち切った時に、カレンと共に一瞬のみ登場。元々このパンツはカレンがあやしい物屋に頼んで作ってもらった物だが、ひょんなことからゲンにわたってしまったことが真相だった。
梅上国夫
声 - 山根雅史
ソフトバンクの一塁手。かつては三冠王を獲得し、「鷹の怪物」としてファンから親しまれていたが、現在は指名打者としてのスタメンオーダーが多くなる。
さすらいのジョン
ソフトバンク編に登場する犬。謎の研究員の実験により人間の言葉を話せる。見た目はガンダーと同じだが、首輪の色が異なる。
主人公や矢部に物乞いしてくるが、毎回断られている。普段はみずほPayPayドーム福岡周辺をうろつくことが多く、選手事情に詳しい。
西田武（ゆうれい）
声 - こばたけまさふみ
西武編に登場する「キャピキャピの23さいの『遊田麗子』」を自称する霊的存在。フとした事で主人公にだけ声が聞こえるようになった。姿が見えるようになると西武二軍選手寮にて同居生活を送ることに。
その正体は野球選手で一軍昇格の年、交通事故で亡くなった男のゆうれい。試合前に敵チームの戦力や自身のやる気を下げたり、彼女がいると、茶化すなど少々迷惑なやつだが、いずれかの能力が高いと本格的に野球に付き合ってくれる。焼き芋が好物でよくオナラをする。
エピソードで明らかになるが「西田」という主人公の本当の父親であったことが分かる。
ミック･ファンク
ロッテのみ登場する助っ人外国人選手。右投左打の二塁手。元レギュラーリーガー。日本の野球を見下している。本人曰く胸毛に自信があるらしい。
破賀唯菜
声 - 吉岡茉祐
井野の後任となる女性コーチ。オリックス編のみ登場。若いが、サッカーやバスケット等で既に多くの実績を上げている伝説的存在。
友沢さん
破賀の知り合いで器材メーカーの主任。練習機材を一定期間トライアル強化してくれる。
マイク・マックス
球団の順位が低いと入団する助っ人外国人。自称世界ナンバー1ピッチャーで、実際に実力もかなり高い。豪速球投手として色んな球団を回ってきたらしい。球団を問わず順位が低いチームを選択すると登場。
ボブ・ジェット
球団の順位が低いと入団する助っ人外国人。クリーンナップを張っており、パワーがかなり高い。助っ人として色んな球団を回ってきたらしい。球団を問わず順位が低いチームを選択すると登場。
細川美癒
声 - 本泉莉奈
彼女候補の一人。パワフルスポーツのキャスター。唯一「こんばんは、パワフルスポーツの時間です。」と「以上、パワフルスポーツからお伝えしました。」のみボイスが入る。『2024-2025』からはLIVEシナリオモードを担当する。
白井雪
声 - 青山吉能
彼女候補の一人。プロゴルファー。感情を表に出さず、ストイックな性格で自他共に厳しいが、世間知らずな一面もあり、友達がいない。
入江真琴
声 - 田中貴子
彼女候補の一人。一人称が「ボク」など少年(？)のような女の子。主人公を中学時代から知っていたようで、年齢不詳で姫野カレンとは選手応戦団の仲。
姫野カレン
声 - くじら
『パワプロ7』以降多くの作品に登場し続けている彼女キャラ。本作では意図的に交際する事が出来ず「彼女」にもならないが、「デート」イベントは用意されている。
白髭校長
主人公の自主トレ地に選んだ、かつて通っていた高校の校長。プレイするごとに設備の練習強化をしてくれたり、一緒にいる練習をするとパワドリンクをくれることも。
別れの際は全うな言葉を主人公に送り、小さくガッツポーズした。
ダイジョーブ博士
本作は選手ファン感謝デーのサイン会のファンに紛れて、手術同意書をサインさせる。
それ以降のランダムイベントによって主人公自らが博士の病院に行くことにより手術イベントが発生する。「ちょっと強くなりたい」の選択肢では何の変哲も無い湿布一枚でとんでもない効力があるほど。
ゲドーくん
ダイジョーブ博士の相棒。2週目サクセスプレイでは、ショートカットするかと尋ねてくることはシリーズ恒例。
加藤理香
チームドクターとして登場。ランダムイベントでひょんなことからデートをしてもらうことがある。
加藤京子
　大病院の看護師として登場。今回は一度クリアした球団の共通イベントのみを省略できる「お試しショートカット」が出だしにあり、推奨してくれる時に彼女が登場する。
華麗なステップを見せてくれることがある。
早見千夏
活発かつポジティブなGパン姿の雑誌記者。主人公に目を付けスクープを狙っている。意外とテレ屋で会話中セリフの履歴を見てみると彼女の心情が見られる。

#### 登場人物（追加キャラ）
十六夜瑠奈
巨人編のみに登場。ユニークな練習法を持つ、才色兼備の二刀流である。主人公とは旧知の仲らしい。一生懸命な人が好き。
十六夜満
巨人編のみに登場。打ってよし守ってよしのイケメン大型内野手。常に女性ファンに囲まれている。 姉の瑠奈には決して逆らえないらしい。
山口賢
中日編のみに登場。尊大な性格の左腕。大学球史最高の右腕と称されたが、右肩を故障し、左投げに転向。 帽子を脱ぐと優しくなる。
大西＝ハリソン＝筋金
中日編のみに登場。150キロ越えのストレート、豊富なスタミナ、多彩な変化球を持つ左ピッチャー。 ロボットのようなしゃべり方をする。
一ノ瀬塔哉
ヤクルト編のみに登場。多彩な変化球と制球力が武器のエース。人望があり誰からも慕われている。 あかつき大附属高校出身。
二宮瑞穂
ヤクルト編のみに登場。強肩強打の捕手で熱い性格の持ち主。 あかつき大附属高校時代から一ノ瀬とはバッテリーを組んでいる。
小山雅
阪神編に登場。非力だが巧打と堅守が光る遊撃手。頑張り屋だが体力がついていかないこともある。 甘いものが大好き。『2011』ではソフトバンクに所属していたが『2024-2025』では阪神に所属している。
猛田慶次
広島編のみに登場。豪快な性格の野球バカである。追い込まれた時の勝負強さはかなりのもの。 工務店の息子で、野球道具の補修はお手の物。
日輪暁
広島編のみに登場。真っすぐで熱い男。「爆速ストレート」を投げる左腕で、気性は荒いがサッパリした性格。 妹の静火のことはやたらと心配なようである。
六道聖
声 - 高橋李依
横浜DeNAベイスターズ編のみに登場。打力とリードに長ける捕手。感情をあまり出さず淡々としている。 甘党でパワ堂のきんつばが大好物である。
アンヌ・安生・アズナブル
横浜DeNAベイスターズ編のみに登場。アルベルトの妹である。兄と間違われ球団に指名された女子投手。 アメリカ出身。気が強いが、きさくで付き合いやすい。そばかすを気にしている。
友沢亮
声 - 斉藤壮馬
日ハム編のみに登場。天才的な野球センスを持つ、走攻守三拍子そろった遊撃手。スイッチヒッター。 努力至上主義で、天才と呼ばれるのを嫌がっている。『2022』のエピローグでは野手として西武のドラフト指名にされたが、『2024-2025』では日ハムに所属している。
美一式高伊
日ハム編のみに登場。豊富な球種とコントロールで打者を翻弄する投手。よく練習をサボるはずが、裏では練習の虫である。 ファンイベントでステージにも立つアイドル的存在する。
橘みずき
声 - 愛美
楽天編のみに登場。「クレッセントムーン」が武器の後輩投手。おてんばで勝気だが、実はお金持ちのお嬢様。 プリンが大好きで、主人公はよく怒る。エンディングではあおいのロッテファンとして登場。
闇野栄剛
ソフトバンク編のみに登場。スポーツ万能、頭も良く弱点のない後輩。 達観した雰囲気だがプライドが高く負けず嫌いな面もある。まれにゾクゾクするような不思議な迫力を見せている。
田団田ダン
ソフトバンク編のみに登場。困っている人を見ると放っておけない、心優しきタフガイである。 高校時代からの彼女を幸せにするため、日々野球の練習に励んでいる。
東條小次郎
西武編のみに登場。クールなパワーヒッター。主人公の後輩でポジションはサード。野球への妥協ない姿勢は特筆もの。 メガネをかけると、なぜか物腰が柔らかくなるらしい。『2011』ではソフトバンクに所属していたが『2024-2025』では西武に所属している。
虹谷誠
西武編のみに登場。七色の変化球をあやつる超一流投手。誰もが認める天才だが、女好きにも「超」がつく。 姉の彩理の前では真面目ぶっているという。
出井田文飛
ロッテ編のみに登場。礼儀正しい後輩。頭に乗っている文鳥「文太」は口が悪い。 兄・大輔と、野球選手育成サポートシステム「出井田メソッド」を開発している。
獅乃木琢磨
オリックス編のみに登場。勝利が絶対の実力至上主義者。ストイックで努力家である。 努力しない（ように見える）ヤツには容赦なく罵詈雑言を浴びせる。

### 通信対戦
PS3版は「PlayStation Network」を使用し、インターネットを通じて全国のプレイヤーとオンライン対戦が可能。PS3に登録されているフレンドと対戦する「友達と対戦」と、フレンド以外とも対戦できる「だれかと対戦」の2つのモードがある。USBヘッドセットを使えばボイスチャットも可能。「だれかと対戦」では試合終了後、結果に応じてポイントが与えられる（友達と対戦ではポイントはもらえない）。ポイントは集計されてランキングで発表される。
PSP版は近距離での通信対戦（アドホックモード）に対応している。インフラストラクチャーモードでの通信対戦には対応していないが、PS3があればアドホック・パーティーを使うことで離れたユーザーとインターネットを介した対戦も可能。

### マイライフ
パワポタ3、4に引き続いて搭載されるPSP版のみのモード。一人の野球選手としての人生を疑似体験できる。新たに選手を作成し入団から引退までを疑似体験する「プロ野球人生編」、サクセスで作成した選手を使用する「オリジナル選手編」、実在のプロ野球選手を使用する「憧れ現役選手編」の3つのサブモードがある。
次回作の「実況パワフルプロ野球2011」以降は対応プラットフォームに関わらず収録されるようになり、パワプロシリーズにおける新たな定番モードとなった。

### データ互換
前述の通りオリジナル選手データのやり取りをPS3版『パワプロ2010』とPSP版『パワプロ2010』でやり取りできるほか、応援曲もやり取りできる。
また、パスワードを使うことで『パワプロ サクセス・レジェンズ』（PSP）、『実況パワフルプロ野球ポータブル4』（PSP）、『実況パワフルプロ野球2009』（PS2）から選手データを受け取ることができる。これらの作品に関しては応援曲は相互に利用可能。またPS3版『パワプロ2010』に限り、『プロ野球スピリッツ2010』（PS3、PS2、PSP）とも応援曲のやり取りが可能。